# Andrea Noce Noseda
Andrea Noce Noseda (* 1978 im Tessin) ist ein Schweizer Schauspieler, Erzähler und Theaterregisseur.

## Leben
Seit 1993 ist er Mitglied der Gruppe Confabula und spielt in verschiedenen Erzähl- und Improvisationsaufführungen im Tessin und in Italien. Mit der Associazione Giullari di Gulliver nimmt er an den verschiedensten Projekten der Theaterkreation teil (Improvisationswerkstätten, Lager für Jugendliche, Kollektivtheater).
Ab 1995 besuchte er die Scuola Teatro Dimitri in Verscio und schloss diese 1998 ab. Danach folgen, mit der Compagnia Teatro Paravento Locarno, verschiedene Produktionen im Stil der Commedia dell’Arte und des Stummfilmes (Venedig, St. Petersburg, Tokyo, Caceres, Santiago de Chile, Berlin …). Mit dem Trickster Teatro befasst er sich mit dem Forumtheater nach Augusto Boal, wobei das Stück „La Fiera di San Bartolomeo“ (Milano, 2002) für Jugendliche entsteht. Mit dem argentinischen Regisseur und Dramaturgen Pablo Ariel Bursztyn ist er Gründungsmitglied des Teatro della Memoria Attiva (TMA) und bringt zwei Monologe als Erzähler auf die Bühne: „68 Giri in kodachrome“ (2003), „Terra Bruciata“ (2004).
TMA ist heute weiter aktiv unter der Führung von Pablo Bursztyn. Seit 2004 ist Noce Noseda als Regisseur und freischaffender Schauspieler tätig. Er gibt Theater- und Improvisationskurse und hält öffentliche Lesungen.